# フレッド・ボール
フレッド・ボール（Fred Ball、本名：Fredrik William Ball、1977年6月5日 - ）は、ノルウェー・フレドリクスタ出身のミュージシャン。
イギリス、ロンドンを拠点に活動しており、自身のプロジェクトPleasureのほか、プロデューサー、リミキサーとしてベルティーン・ゼトリッツなどの作品を手掛けている。
プリンスやクラフトワーク、リック・ウェイクマン好きを公言しており、製作した音楽のほとんどはそれらの影響が色濃く表れている。

## ディスコグラフィ

### アルバム
- 2003年 - Pleasure （ビクターエンタテインメント）
- 2006年 - Pleasure 2 （EMI Norway）

### シングル
- 2003年 - Don't Look the Other Way （Circus）
- 2006年 - Back To You （EMI Norway）
- 2006年 - Out Of Love （EMI Norway）

## 主な関連作品
- ケリス・マシューズ
  - Cockahoop（2003年）
- ベルティーン・ゼトリッツ
  - Rollerskating（2004年）、My Italian Greyhound（2006年）
- ブレット・アンダーソン Brett Anderson
  - Brett Anderson（2007年）
- リトル・ブーツ
  - Hands（2009年）